# Sébastien Pissavy
Sébastien Pissavy, né le 19 septembre 1973, à Aurillac (Cantal), est un entrepreneur français, cocréateur du site Jeuxvideo.com, leader français et européen des sites d'information sur les jeux vidéo.

## Biographie

### Débuts
Sébastien Pissavy, féru d'informatique et passionné de jeux vidéo, fait son service militaire au service informatique du 92e régiment d’infanterie de Clermont-Ferrand. Pendant celui-ci, il joue souvent sur son ordinateur à des jeux tels que Doom ou Dune. En 1995, après une maîtrise d'informatique, Sébastien Pissavy est développeur chez Qualiac, un éditeur de progiciels de gestion dans le Cantal. En parallèle, il lance un projet numérique d'Encyclopédie des Trucs et Astuces de Jeux Vidéo,. Il déclare alors :
« J'ai réalisé que les joueurs bloquaient tous au même endroit d'un jeu vidéo. Pour les aider à avancer, j'ai rassemblé des astuces dans un document électronique au format texte que j'ai distribué sur disquettes à mes connaissances. »
— Sylvie Jolivet, Les Échos – Sébastien Pissavy, un joueur professionnel.
La première version de l'ETAJV sort en 1995 et ne compte à l'époque que des astuces pour 13 jeux vidéo .
Devant le succès, il quitte alors son emploi et crée avec François Claustres et Jérôme Stolfo L'Odyssée Interactive en 1997, qui va éditer le serveur minitel 3615 ETAJV qui leur permet de financer le site Jeuxvideo.com. 

### Direction de l'Odyssée Interactive
Le site peine cependant à trouver son audience et les revenus ne sont possibles que grâce au minitel. Les fonds injectés dans l'entreprise ne sont par ailleurs financés que par ses fondateurs.
En juillet 1999, Sébastien Pissavy embauche son tout premier salarié de l'entreprise. François Claustres, de son côté, quitte la société en 2000.
Fin 1999, Sébastien Pissavy figure parmi les « 100 Français qui feront les années 2000 », selon Le Point.
En 2000, Gameloft, rachète 80 % de l'Odyssée interactive, qui devient alors société anonyme.
Début 2000, Sébastien Pissavy est élu « Auvergnat de l'Année » par les jeunes chambres économiques d'Auvergne, prix qui lui est remis par Valéry Giscard d'Estaing. 
En 2006, le groupe Hi-Media rachète Jeuxvideo.com à Gameloft.
Fin août 2012, Sébastien Pissavy quitte son poste de directeur de L'Odyssée Interactive ainsi que la présidence de la SAS,.

### L'après Jeuxvideo.com
En 2014, Webedia rachète Jeuxvideo.com pour 90 millions d'euros et propose à ses salariés de venir s'installer à Paris ou Toulouse. Sébastien Pissavy déplore alors que le repreneur de l'entreprise soit davantage dans une logique financière,.
En 2017, avec 10 autres fondateurs bénévoles, il crée Catapulte, un incubateur d'entreprises à Aurillac, avec comme objectif de développer l'emploi dans cette région qu'il qualifie de rurale ,.